# Patience (Guns N' Roses)
Patience è un singolo del gruppo musicale statunitense Guns N' Roses, estratto dall'album G N' R Lies e pubblicato il 15 aprile 1989.

## Descrizione
Il brano fu suonato con tre chitarre acustiche, e registrato in una singola sessione dal produttore Mike Clink. Il testo è probabilmente dedicato alla difficile relazione tra il cantante Axl Rose e la sua ex moglie Erin Everly, anche se ciò non fu mai affermato nelle interviste. Duff McKagan suggerisce che la canzone sia invece incentrata sugli amori falliti in generale.

## Video musicale
Il video musicale è stato diretto da Nigel Dick e girato al famoso Hotel Ambassador, dove si consumò l'assassinio di Robert Kennedy nel 1968.
I membri della band si trovano in un hotel, dove sono le uniche presenze fisse, mentre per pochi istanti appaiono altre persone che si "dissolvono". Alla fine si vede Rose seduto da solo a casa sua, mentre guarda i vecchi video dei Guns N' Roses, in cui sembra una persona triste e solitaria. È l'ultimo video in cui appare l'ex batterista Steven Adler, nonostante non abbia suonato nella traccia registrata.
L'hotel mostrato nel video era abbandonato, ma fu demolito solamente diversi anni dopo.

## Formazione
- W. Axl Rose – voce, fischio
- Slash – chitarra acustica
- Izzy Stradlin – chitarra acustica, cori
- Duff "Rose" McKagan – chitarra acustica, cori
- Steven Adler – cori

## Classifiche

### Classifiche settimanali
| Classifica (1989)             | Posizione massima |
| ----------------------------- | ----------------- |
| Australia                     | 16                |
| Belgio (Fiandre)              | 9                 |
| Canada                        | 10                |
| Finlandia                     | 8                 |
| Germania                      | 38                |
| Irlanda                       | 2                 |
| Nuova Zelanda                 | 4                 |
| Paesi Bassi                   | 3                 |
| Regno Unito                   | 10                |
| Stati Uniti                   | 4                 |
| Stati Uniti (mainstream rock) | 7                 |
| Svizzera                      | 16                |

### Classifiche di fine anno
| Classifica (1989) | Posizione |
| ----------------- | --------- |
| Belgio (Fiandre)  | 75        |
| Nuova Zelanda     | 48        |
| Paesi Bassi       | 24        |
| Stati Uniti       | 71        |

## Nella cultura di massa
- Nel film diretto da Martin Scorsese Cape Fear - Il promontorio della paura (1991) viene mostrato di sfuggita il video della canzone Patience (nella camera da letto di Danielle), che fa poi da sottofondo musicale ad altre sequenze.
- La canzone appare nella colonna sonora del film Warm Bodies (2013).
- È stata inoltre utilizzata nel primo episodio della serie televisiva Dead of Summer (2016).
- Chris Cornell ha fatto una cover del brano nel 2016.